# Nálanda
Nálanda byla starověká univerzita v Biháru v Indii. Nacházela se několik desítek kilometrů jihovýchodně od Patny a mezi lety 427 a 1197 byla centrem buddhistické vzdělanosti. Na konci 12. století však univerzita zanikla pod tlakem muslimských nájezdníků.
Zříceniny Nálandy byly znovu nalezeny a identifikovány britským archeologem Alexanderem Cunninghamem. Podle tradice Nálandu několikrát navštívil i sám Buddha, zakladatel buddhismu.

## Fotogalerie

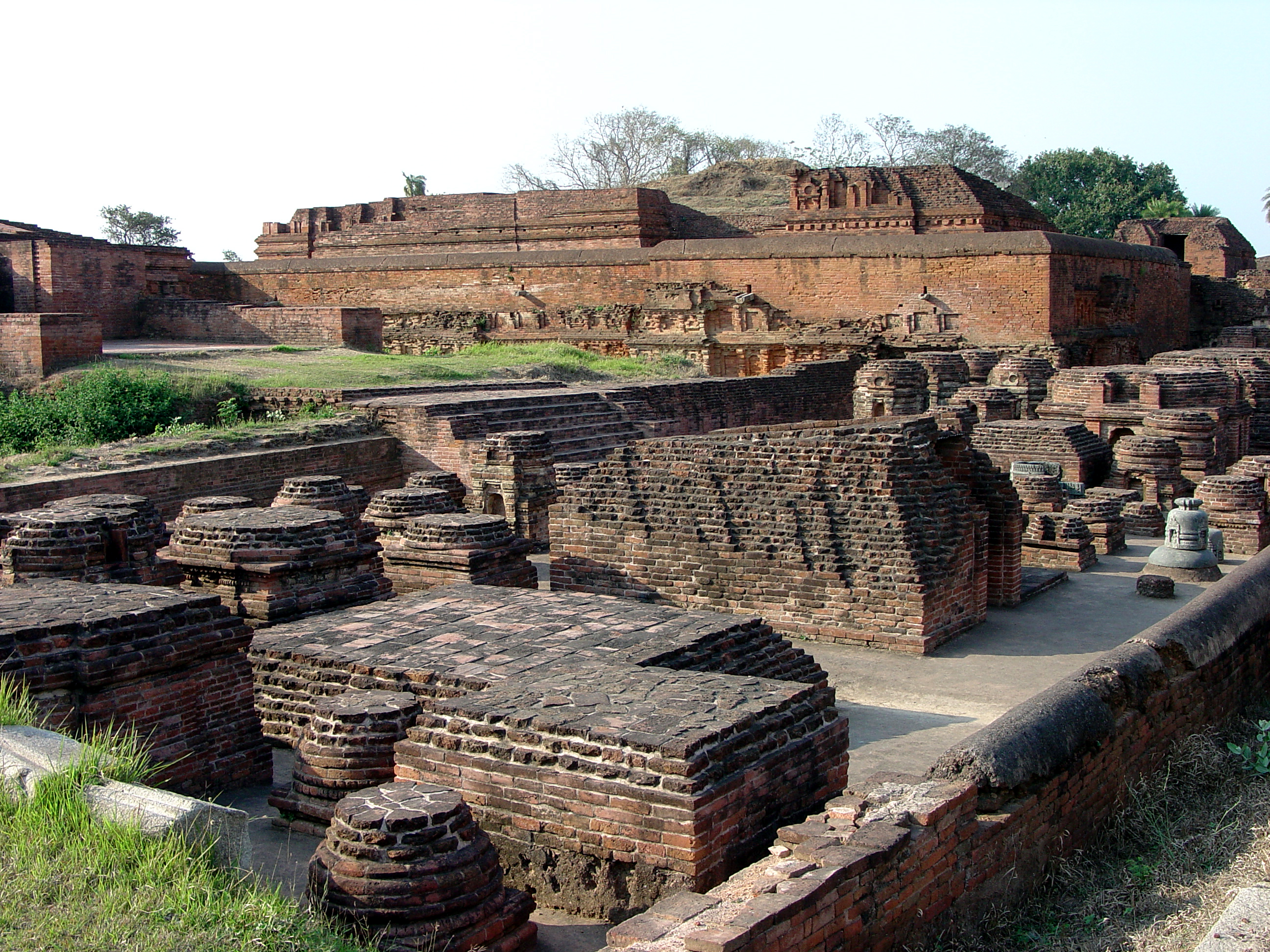
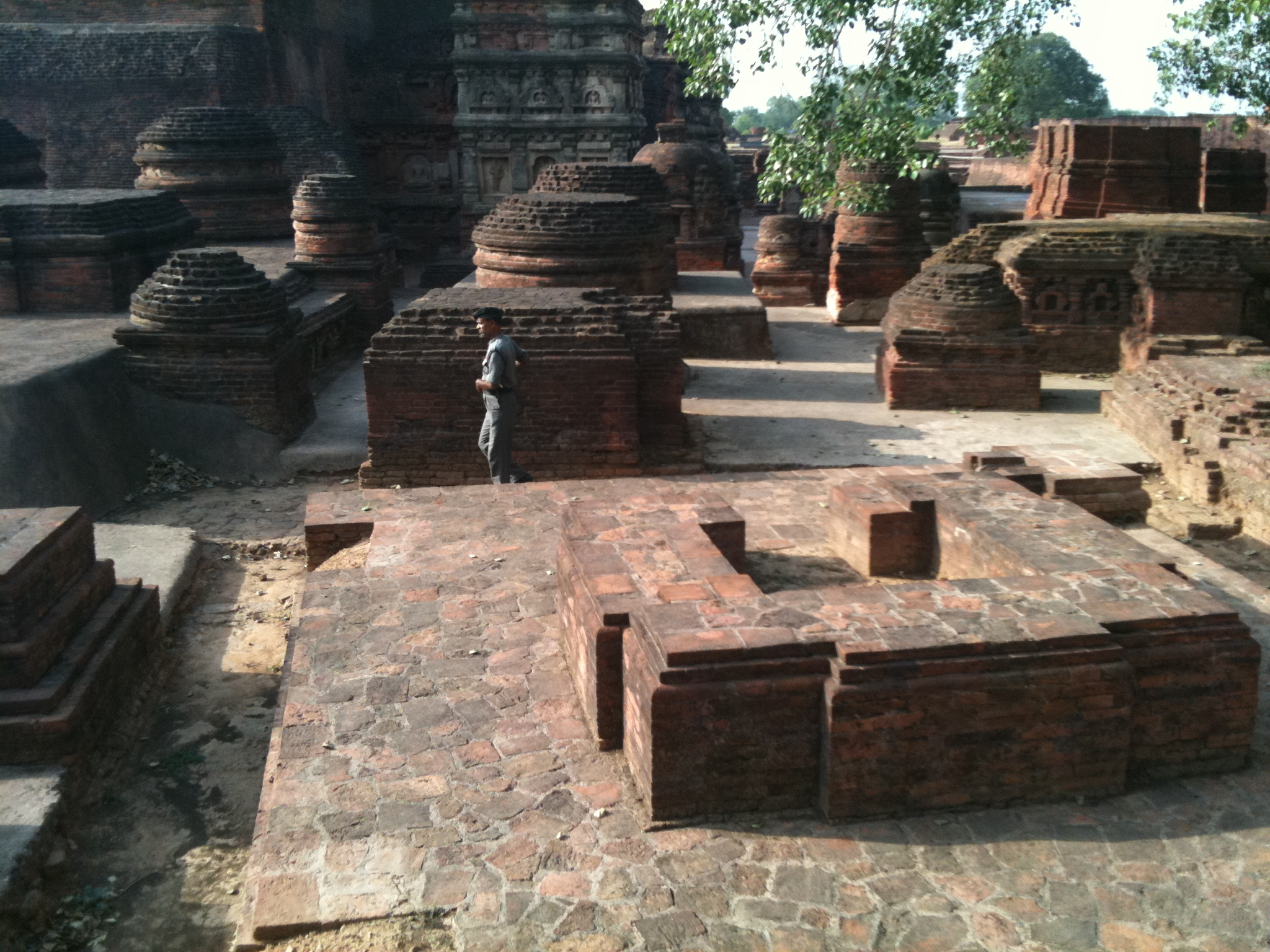
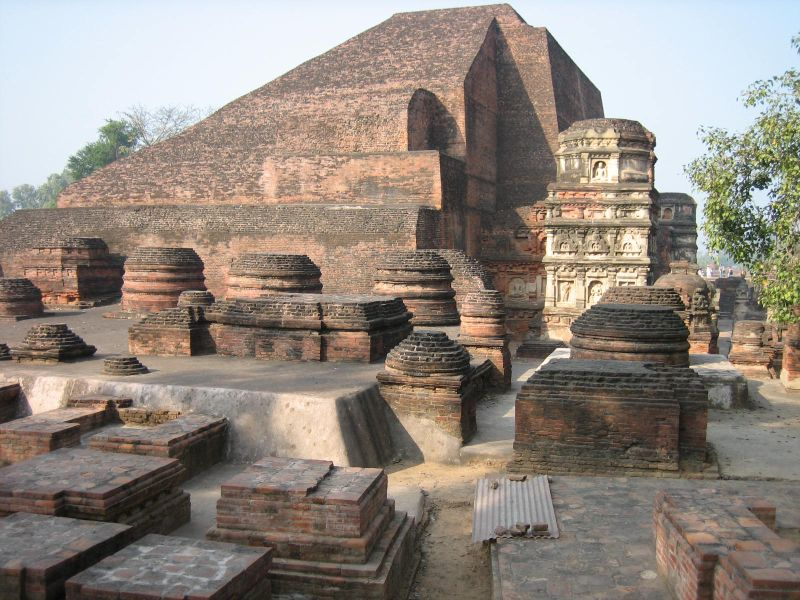
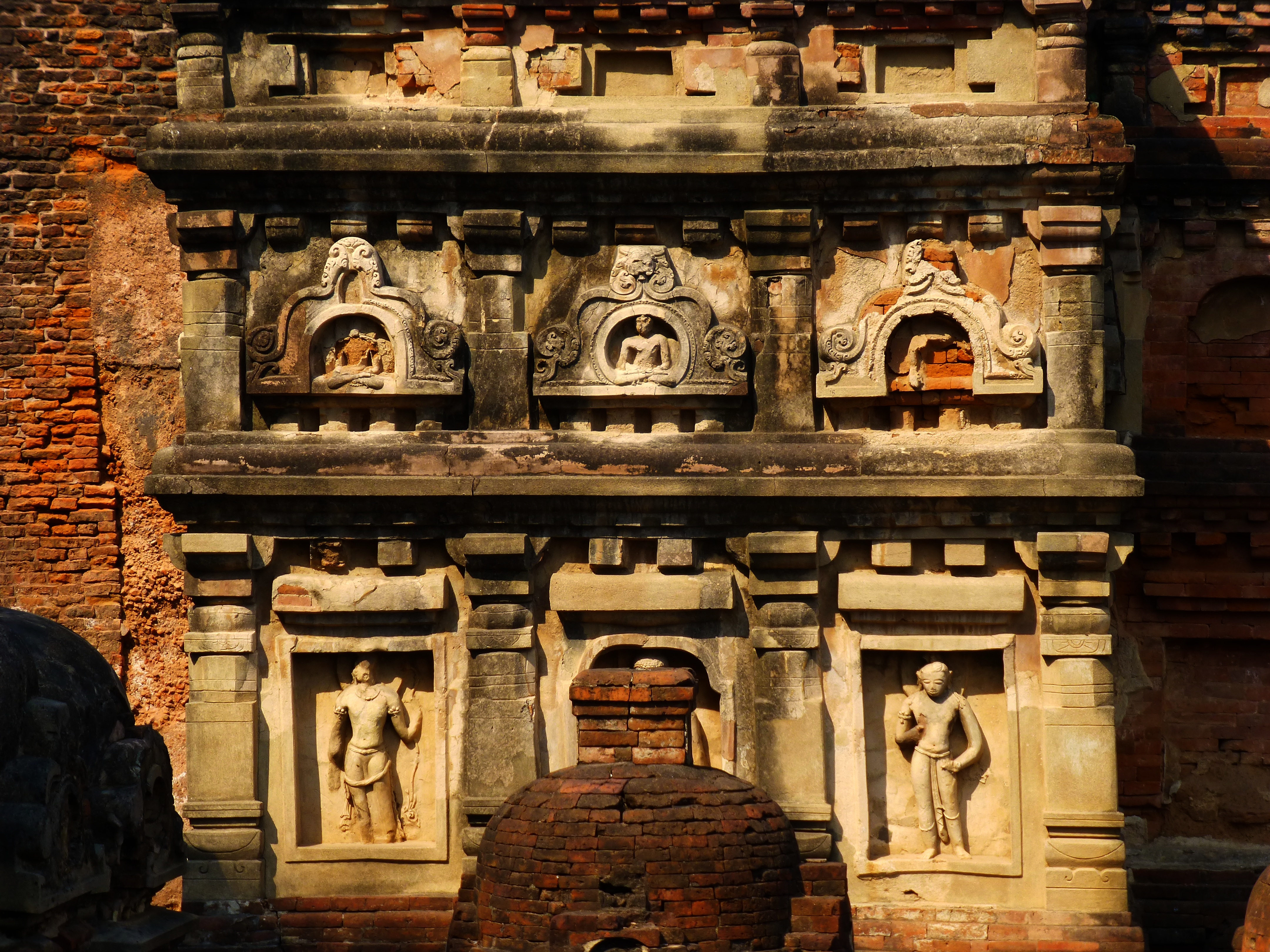